# NGC 88
NGC 88 es una galaxia espiral barrada que exhibe una estructura de anillo interior ubicada a unos 160 millones de años luz constelación de Fénix. Pertenece a un grupo de galaxias, de 4 llamado Robert's Quartet, en los que también están NGC 87, NGC 89 y NGC 92. Fue descubierta por el astrónomo John Herschel en la década de 1830.